# Чемпионат России по хоккею на траве среди мужчин 2010/2011
Чемпионат России по хоккею на траве среди мужчин суперлиги 2010—2011 (20-й Чемпионат России по хоккею на траве среди мужских команд суперлиги) является 20-м сезоном Суперлиги Федерации хоккея на траве России. В чемпионате было сыграно 27 игр, забито 319 мячей.

## Участники
- Динамо (Электросталь)
- Динамо (Казань)
- Динамо-Строитель (Екатеринбург)
- ШВСМ Измайлово (Москва)

## Результаты игр
(взято из )
| Дата                        | Команда 1                       |   | Команда 2                       | Счет           |
| --------------------------- | ------------------------------- | - | ------------------------------- | -------------- |
| 1-й тур                     |                                 |   |                                 |                |
| 7 сентября 2010             | ШВСМ "Измайлово" (Москва)       | - | Динамо (Электросталь)           | 3:4            |
| 8 сентября 2010             | ШВСМ "Измайлово" (Москва)       | - | Динамо (Электросталь)           | 2:2            |
| 9 сентября 2010             | Динамо (Казань)                 | - | Динамо-Строитель (Екатеринбург) | 4:2            |
| 10 сентября 2010            | Динамо (Казань)                 | - | Динамо-Строитель (Екатеринбург) | 5:3            |
| 2-й тур                     |                                 |   |                                 |                |
| 18 сентября 2010            | Динамо (Казань)                 | - | ШВСМ "Измайлово" (Москва)       | 3:1            |
|                             | Динамо-Строитель (Екатеринбург) | - | Динамо (Электросталь)           | 0:4            |
| 19 сентября 2010            | Динамо (Казань)                 | - | ШВСМ "Измайлово" (Москва)       | 6:5            |
|                             | Динамо-Строитель (Екатеринбург) | - | Динамо (Электросталь)           | 1:3            |
| 3-й тур                     |                                 |   |                                 |                |
| 25 сентября 2010            | Динамо (Электросталь)           | - | Динамо (Казань)                 | 3:4            |
|                             | ШВСМ "Измайлово" (Москва)       | - | Динамо-Строитель (Екатеринбург) | 1:6            |
| 26 сентября 2010            | Динамо (Электросталь)           | - | Динамо (Казань)                 | 4:1            |
|                             | ШВСМ "Измайлово" (Москва)       | - | Динамо-Строитель (Екатеринбург) | 5:2            |
| 4-й тур                     |                                 |   |                                 |                |
| 2 октября 2010              | Динамо (Электросталь)           | - | ШВСМ "Измайлово" (Москва)       | 2:6            |
|                             | Динамо-Строитель (Екатеринбург) | - | Динамо (Казань)                 | 1:3            |
| 3 октября 2010              | Динамо-Строитель (Екатеринбург) | - | Динамо (Казань)                 | 4:3            |
|                             | Динамо (Электросталь)           | - | ШВСМ "Измайлово" (Москва)       | 6:6            |
| 5-й тур                     |                                 |   |                                 |                |
| 9 октября 2010              | ШВСМ "Измайлово" (Москва)       | - | Динамо (Казань)                 | 6:4            |
|                             | Динамо (Электросталь)           | - | Динамо-Строитель (Екатеринбург) | 3:3            |
| 10 октября 2010             | Динамо (Электросталь)           | - | Динамо-Строитель (Екатеринбург) | 4:3            |
|                             | ШВСМ "Измайлово" (Москва)       | - | Динамо (Казань)                 | матч перенесен |
| 6-й тур                     |                                 |   |                                 |                |
| 16 апреля 2011              | Динамо (Электросталь)           | - | Динамо (Казань)                 | 3:2            |
| 17 апреля 2011              | Динамо (Электросталь)           | - | Динамо (Казань)                 | 5:2            |
| 25 апреля 2011              | Динамо-Строитель (Екатеринбург) | - | ШВСМ "Измайлово" (Москва)       | 0:3            |
| 26 апреля 2011              | Динамо-Строитель (Екатеринбург) | - | ШВСМ "Измайлово" (Москва)       | 0:1            |
| 7-й тур                     |                                 |   |                                 |                |
| 9 мая 2011                  | Динамо (Казань)                 | - | Динамо-Строитель (Екатеринбург) | 2:1            |
|                             | ШВСМ "Измайлово" (Москва)       | - | Динамо (Электросталь)           | 0:3            |
| 10 мая 2011                 | Динамо (Казань)                 | - | Динамо-Строитель (Екатеринбург) | 2:2            |
|                             | ШВСМ "Измайлово" (Москва)       | - | Динамо (Электросталь)           | 2:2            |
| 8-й тур                     |                                 |   |                                 |                |
| 14 мая 2011                 | Динамо (Казань)                 | - | ШВСМ "Измайлово" (Москва)       | 6:2            |
|                             | Динамо-Строитель (Екатеринбург) | - | Динамо (Электросталь)           | 3:5            |
| 15 мая 2011                 | Динамо (Казань)                 | - | ШВСМ "Измайлово" (Москва)       | 2:0            |
|                             | Динамо-Строитель (Екатеринбург) | - | Динамо (Электросталь)           | 2:1            |
| 9-й тур                     |                                 |   |                                 |                |
| 21 мая 2011                 | Динамо (Казань)                 | - | Динамо (Электросталь)           | 4:3            |
|                             | ШВСМ "Измайлово" (Москва)       | - | Динамо-Строитель (Екатеринбург) | 5:2            |
| 22 мая 2011                 | ШВСМ "Измайлово" (Москва)       | - | Динамо-Строитель (Екатеринбург) | 4:3            |
|                             | Динамо (Казань)                 | - | Динамо (Электросталь)           | 3:0            |
| 10-й тур                    |                                 |   |                                 |                |
| 28 мая 2011                 | Динамо (Электросталь)           | - | ШВСМ "Измайлово" (Москва)       | 3:6            |
|                             | Динамо-Строитель (Екатеринбург) | - | Динамо (Казань)                 | 1:2            |
| 29 мая 2011                 | Динамо (Электросталь)           | - | ШВСМ "Измайлово" (Москва)       | 2:1            |
|                             | Динамо-Строитель (Екатеринбург) | - | Динамо (Казань)                 | 5:5            |
| 11-й тур                    |                                 |   |                                 |                |
| 2 июня 2011                 | ШВСМ "Измайлово" (Москва)       | - | Динамо (Казань)                 | 2:1            |
|                             | Динамо (Электросталь)           | - | Динамо-Строитель (Екатеринбург) | 4:3            |
| 3 июня 2011                 | ШВСМ "Измайлово" (Москва)       | - | Динамо (Казань)                 | 5:6            |
|                             | Динамо (Электросталь)           | - | Динамо-Строитель (Екатеринбург) | 1:1            |
| перенесенная игра 5-го тура |                                 |   |                                 |                |
| 5 июня 2011                 | ШВСМ "Измайлово" (Москва)       | - | Динамо (Казань)                 | 1:2            |
| 12-й тур                    |                                 |   |                                 |                |
| 7 июня 2011                 | Динамо (Казань)                 | - | Динамо (Электросталь)           | 4:2            |
|                             | Динамо-Строитель (Екатеринбург) | - | ШВСМ "Измайлово" (Москва)       | 1:3            |
| 8 июня 2011                 | Динамо (Казань)                 | - | Динамо (Электросталь)           | 2:5            |
|                             | Динамо-Строитель (Екатеринбург) | - | ШВСМ "Измайлово" (Москва)       | 0:1            |
| Финальный тур               |                                 |   |                                 |                |
| 12 июня 2011                | Динамо (Электросталь)           | - | ШВСМ "Измайлово" (Москва)       | 3:2            |
|                             | Динамо (Казань)                 | - | Динамо-Строитель (Екатеринбург) | 6:4            |
| 13 июня 2011                | Динамо-Строитель (Екатеринбург) | - | ШВСМ "Измайлово" (Москва)       | 6:3            |
|                             | Динамо (Казань)                 | - | Динамо (Электросталь)           | 3:5            |
| 15 июня 2011                | Динамо (Электросталь)           | - | Динамо-Строитель (Екатеринбург) | 5:4            |
|                             | Динамо (Казань)                 | - | ШВСМ "Измайлово" (Москва)       | 5:1            |

## Итоговая таблица чемпионата
(взято из )
| Место | Команда                         | Игр всего | Выиграно | Ничьи | Проиграно | Мячи    | Очки |
| ----- | ------------------------------- | --------- | -------- | ----- | --------- | ------- | ---- |
| 1     | Динамо (Казань)                 | 27        | 17       | 2     | 8         | 93 - 76 | 53   |
| 2     | Динамо (Электросталь)           | 27        | 15       | 5     | 7         | 86 - 72 | 50   |
| 3     | ШВСМ Измайлово (Москва)         | 27        | 11       | 3     | 13        | 77 - 83 | 36   |
| 4     | Динамо-Строитель (Екатеринбург) | 27        | 4        | 4     | 19        | 62 - 87 | 16   |